# Katie Bowen

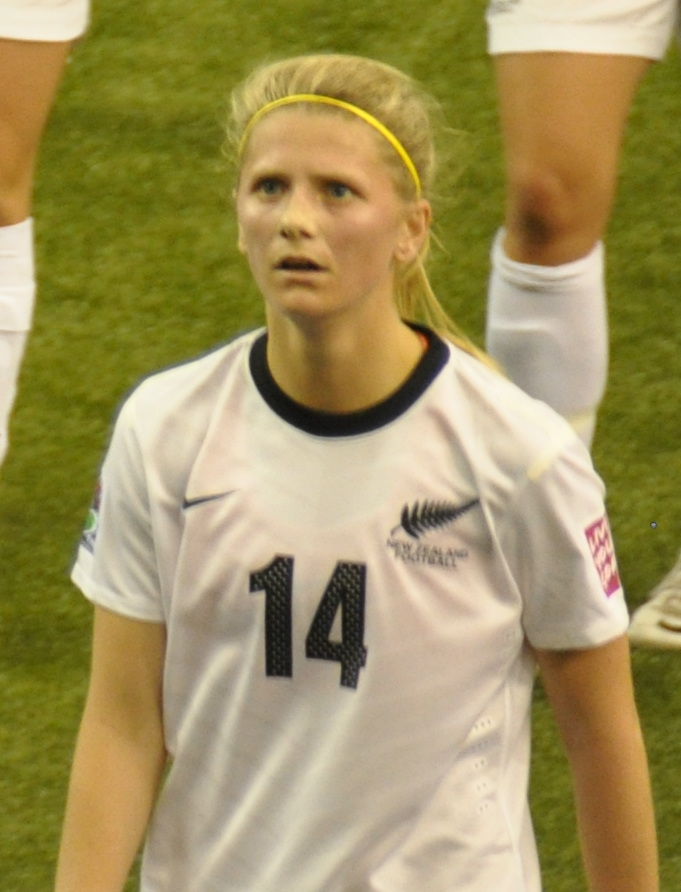
Katie Bowen em uma partida de futebol entre Nova Zelândia vs. Paraguai na Copa do Mundo Feminina de 2014.

Kate Elizabeth Bowen (Auckland, 15 de abril de 1994) é uma futebolista profissional neozelandesa que atua como defensora.

## Carreira
Katie Bowen fez parte do elenco da Seleção Neozelandesa de Futebol Feminino, nas Olimpíadas de 2016.